# Рефлексный радиоприёмник
Рефлексный радиоприёмник — вид радиоприёмника, в котором некоторые каскады (транзисторные или ламповые) используются одновременно для усиления радио- и звуковых частот.
Преимуществом рефлексных приёмников является возможность сократить количество используемых радиодеталей, прежде всего транзисторов или радиоламп, так как они, на момент появления данного типа приёмника, были дороги, а лампы, кроме того, потребляют большую мощность. Например, приёмник прямого усиления 1-V-1 (то есть с одним каскадом усиления радиочастоты и одним — низкой частоты), можно построить на одном транзисторе или лампе вместо двух. Среди недостатков — склонность к самовозбуждению и искажению сигнала.